# Jakub Kindl
Jakub Kindl, född 10 februari 1987 i Šumperk, Tjeckoslovakien, är en tjeckisk professionell ishockeyspelare som spelar för Florida Panthers i National Hockey League (NHL), han valdes som 19:e spelaren totalt i 2005 års draft av Detroit Red Wings, som han tidigare också spelat för.
Kindl gjorde sin NHL debut med Red Wings under säsongen 2009/10. Han har spelat ett flertal säsonger för dess farmarlag Grand Rapids Griffins i AHL.
Han är en storväxt back med bra aggressivitet, puckkontroll och skridskoåkning.